# Gestió de la cadena de subministrament

Àmbit d'operacions de la gestió de la cadena de subministrament: xarxes d'oferta i demanda complexes i dinàmiques. (cf. Wieland/Wallenburg, 2011)

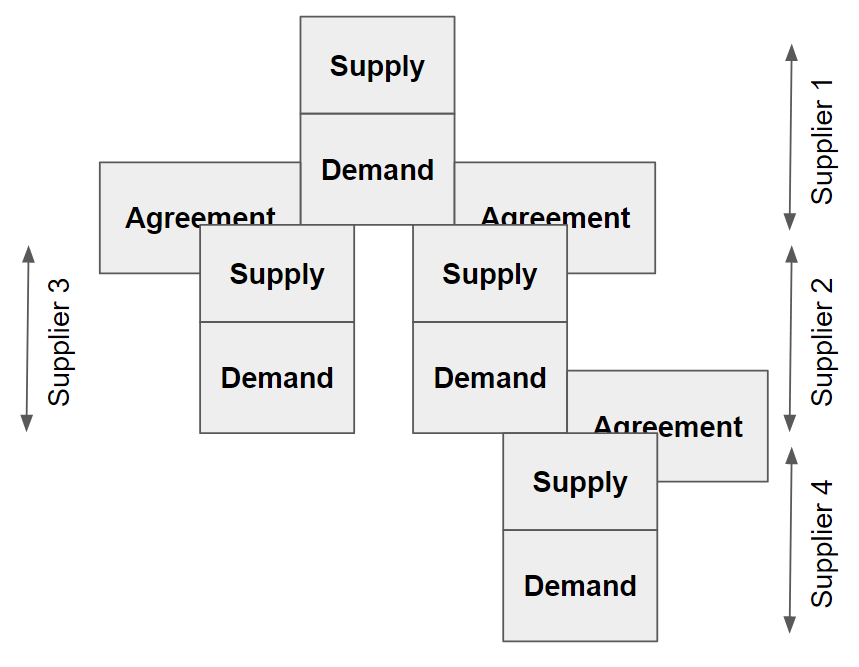
En una cadena de subministrament eficient s'alineen els acords

En el comerç, la gestió de la cadena de subministrament (SCM) s'ocupa d'un sistema d'adquisició (compra de matèries primeres/components), gestió d'operacions (assegurant la producció de productes d'alta qualitat a alta velocitat amb bona flexibilitat i baix cost de producció), logística i canals de màrqueting. de manera que les matèries primeres es puguin convertir en un producte acabat i lliurar-los al client final. Una definició més limitada de la gestió de la cadena de subministrament és el "disseny, planificació, execució, control i seguiment de les activitats de la cadena de subministrament amb l'objectiu de crear valor net, construir una infraestructura competitiva, aprofitar la logística mundial, sincronitzar l'oferta amb la demanda i mesurar el rendiment. globalment". Això pot incloure el moviment i l'emmagatzematge de matèries primeres, l'inventari de treballs en procés, els productes acabats i el compliment de la comanda des del punt d'origen fins al punt de consum. Les xarxes, canals i negocis de nodes interconnectats, interrelacionats o interconnectats es combinen en la prestació de productes i serveis requerits pels clients finals en una cadena de subministrament.
La gestió de la cadena de subministrament busca un enfocament integrat, multidisciplinari i multimètode. Els canals de màrqueting tenen un paper important en la gestió de la cadena de subministrament.
La recerca en gestió de la cadena de subministrament s'ocupa de temes relacionats amb la sostenibilitat, la volatilitat i la gestió del risc entre d'altres. Un concepte important que es parla a SCM és la resiliència de la cadena de subministrament . Alguns suggereixen que la "dimensió de les persones" de l'SCM, les qüestions ètiques, la integració interna, la transparència/visibilitat i la gestió del capital humà/talent són temes que, fins ara, han estat poc representats a l'agenda de recerca. SCM és l'ampli ventall d'activitats necessàries per planificar, controlar i executar el flux d'un producte des dels materials fins a la producció fins a la distribució de la manera més econòmica possible. SCM engloba la planificació i l'execució integrades dels processos necessaris per optimitzar el flux de materials, informació i capital en funcions que inclouen àmpliament la planificació de la demanda, l'aprovisionament, la producció, la gestió d'inventaris i la logística, o l'emmagatzematge i el transport.
Tot i que té els mateixos objectius que l'enginyeria de la cadena de subministrament, la gestió de la cadena de subministrament se centra en un enfocament de gestió i negoci més tradicional, mentre que l'enginyeria de la cadena de subministrament se centra en un model matemàtic.

## Missió
La gestió de la cadena de subministrament, tècniques amb l'objectiu de coordinar totes les parts de SC, des del subministrament de matèries primeres fins al lliurament i/o la represa dels productes, intenta minimitzar els costos totals respecte als conflictes existents entre els socis de la cadena. Un exemple d'aquests conflictes és la interrelació entre el departament de vendes que desitja disposar de nivells d'inventari més alts per satisfer les demandes i el magatzem per al qual es volen existències més baixes per reduir els costos de manteniment.

## Origen del terme i definicions
El 1982, Keith Oliver, consultor de Booz Allen Hamilton, va introduir el terme "gestió de la cadena de subministrament" al domini públic en una entrevista per al Financial Times. El 1983, WirtschaftsWoche a Alemanya va publicar per primera vegada els resultats d'un projecte implementat i anomenat "Supply Chain Management", liderat per Wolfgang Partsch.
A mitjans de la dècada dels noranta, el terme "gestió de la cadena de subministrament" va guanyar difusió quan va sortir una gran quantitat d'articles i llibres sobre el tema. Les cadenes de subministrament es van definir originalment com a abastar totes les activitats associades al flux i transformació de mercaderies des de les matèries primeres fins a l'usuari final, així com els fluxos d'informació associats. Aleshores, la gestió de la cadena de subministrament es va definir com la integració de les activitats de la cadena de subministrament mitjançant relacions millorades amb la cadena de subministrament per aconseguir un avantatge competitiu.
A finals de la dècada de 1990, la "gestió de la cadena de subministrament" (SCM) va agafar protagonisme i els directors d'operacions van començar a utilitzar-la en els seus títols amb una regularitat creixent.
Altres definicions comunament acceptades de gestió de la cadena de subministrament inclouen:
- La gestió dels fluxos de valor afegit aigües amunt i avall de materials, béns finals i informació relacionada entre proveïdors, empreses, distribuïdors i consumidors finals.[20]
- La coordinació estratègica i sistemàtica de les funcions i tàctiques empresarials tradicionals en totes les funcions empresarials d'una empresa concreta i entre empreses dins de la cadena de subministrament, amb l'objectiu de millorar el rendiment a llarg termini de les empreses individuals i de la cadena de subministrament en el seu conjunt.[21]
- Hines (2004:p76) dona una definició centrada en el client: "Les estratègies de la cadena de subministrament requereixen una visió total dels sistemes dels enllaços de la cadena que treballen junts de manera eficient per crear la satisfacció del client en el punt final de lliurament al consumidor. Com a conseqüència, cal reduir els costos al llarg de la cadena eliminant despeses, moviments i manipulacions innecessaris. El focus principal es centra en l'eficiència i el valor afegit, o la percepció del valor de l'usuari final. S'ha d'augmentar l'eficiència i eliminar els colls d'ampolla. La mesura del rendiment se centra en l'eficiència total del sistema i en la distribució equitativa de la recompensa monetària entre els membres de la cadena de subministrament. El sistema de la cadena de subministrament ha de respondre als requisits del client."[22]
- La integració de processos de negoci clau a través de la cadena de subministrament amb la finalitat de crear valor per als clients i les parts interessades.[23][24]
- Segons el Council of Supply Chain Management Professionals (CSCMP), la gestió de la cadena de subministrament inclou la planificació i gestió de totes les activitats implicades en l'aprovisionament, l'adquisició, la conversió i la gestió logística. També inclou la coordinació i col·laboració amb els socis del canal, que poden ser proveïdors, intermediaris, proveïdors de serveis de tercers o clients.[8] La gestió de la cadena de subministrament integra la gestió de l'oferta i la demanda dins i entre les empreses. Més recentment, la xarxa d'empreses autoorganitzada i poc acoblada que cooperen per oferir ofertes de productes i serveis s'ha anomenat l' empresa ampliada .[cal citació][ <span title="This claim needs references to reliable sources. (June 2017)">Cita necessària</span> ]

Una cadena de subministrament, a diferència de la gestió de la cadena de subministrament, és un conjunt d'organitzacions enllaçades directament per un o més fluxos de productes, serveis, finances o informació d'una font a un client. La gestió de la cadena de subministrament és la gestió d'aquesta cadena.
La visibilitat de la cadena de subministrament, en els seus orígens, es preocupava pel coneixement de la ubicació/etapa de producció i la data prevista de lliurament dels productes i materials entrants, de manera que es pogués planificar la producció, però el desenvolupament del terme ha permès utilitzar-lo. planificar les comandes utilitzant el coneixement dels subministraments potencials i fer un seguiment dels processos de postproducció fins al lliurament als clients.
El programari de gestió de la cadena de subministrament inclou eines o mòduls utilitzats per executar transaccions de la cadena de subministrament, gestionar les relacions amb els proveïdors i controlar els processos empresarials associats. L'objectiu general del programari és millorar el rendiment de la cadena de subministrament mitjançant el seguiment de la xarxa de la cadena de subministrament d'una empresa d'extrem a extrem (proveïdors, transportistes, devolucions, magatzems, minoristes, fabricants i clients).
En alguns casos, una cadena de subministrament inclou la recollida de béns després de l'ús dels consumidors per al seu reciclatge o els processos de logística inversa per retornar els productes defectuosos o no desitjats als productors de la cadena de valor.

## Funcions
La gestió de la cadena de subministrament és un enfocament transversal que inclou la gestió del moviment de matèries primeres a una organització, certs aspectes del processament intern de materials en productes acabats i el moviment de productes acabats fora de l'organització i cap al consumidor final. A mesura que les organitzacions s'esforcen per centrar-se en les competències bàsiques i ser més flexibles, redueixen la propietat de les fonts de matèries primeres i els canals de distribució. Aquestes funcions s'externalitzen cada cop més a altres empreses que poden realitzar les activitats millor o amb més rendibilitat. L'efecte és augmentar el nombre d'organitzacions implicades en la satisfacció de la demanda dels clients, alhora que es redueix el control directiu de les operacions logístiques diàries. Menys control i més socis de la cadena de subministrament porten a la creació del concepte de gestió de la cadena de subministrament. L'objectiu de la gestió de la cadena de subministrament és millorar la confiança i la col·laboració entre els socis de la cadena de subministrament, millorant així la visibilitat de l'inventari i la velocitat de moviment de l'inventari. En aquesta secció, ens hem de comunicar amb tots els venedors i proveïdors, fer algunes comparacions i, després, hem de fer la comanda.

## Importància
Les organitzacions cada cop més troben que han de confiar en cadenes de subministrament efectives, o xarxes, per competir en el mercat global i l'economia en xarxa. En els nous paradigmes de gestió de Peter Drucker (1998), aquest concepte de relacions comercials s'estén més enllà dels límits empresarials tradicionals i pretén organitzar processos de negoci sencers al llarg d'una cadena de valor de múltiples empreses.
En les últimes dècades, la globalització, l'externalització i la tecnologia de la informació han permès a moltes organitzacions, com Dell i Hewlett-Packard, operar amb èxit xarxes de subministrament col·laboratiu en què cada soci comercial especialitzat se centra només en unes poques activitats estratègiques clau. Aquesta xarxa de subministrament interorganitzativa es pot reconèixer com una nova forma d'organització. Tanmateix, amb les complicades interaccions entre els jugadors, l'estructura de la xarxa no s'adapta ni a les categories de "mercat" ni de "jerarquia". No és clar quin tipus d'impacte en el rendiment poden tenir les diferents estructures de xarxa de subministrament a les empreses, i se sap poc sobre les condicions de coordinació i els intercanvis que poden existir entre els actors. Des d'una perspectiva de sistemes, una estructura de xarxa complexa es pot descompondre en empreses components individuals. Tradicionalment, les empreses d'una xarxa de subministrament es concentren en les entrades i sortides dels processos, amb poca preocupació pel treball de gestió interna d'altres actors individuals. Per tant, se sap que l'elecció d'una estructura de control de gestió interna afecta el rendiment de l'empresa local.
Al segle XXI, els canvis en l'entorn empresarial han contribuït al desenvolupament de les xarxes de la cadena de subministrament. En primer lloc, com a resultat de la globalització i la proliferació d'empreses multinacionals, joint ventures, aliances estratègiques i associacions empresarials, es van identificar factors d'èxit significatius, que complementen les pràctiques anteriors de " just-in-time ", lean manufacturing i manufacturing àgil. En segon lloc, els canvis tecnològics, especialment la caiguda dramàtica dels costos de comunicació (un component important dels costos de transacció), han provocat canvis en la coordinació entre els membres de la xarxa de la cadena de subministrament.
Molts investigadors han reconegut les estructures de xarxa de subministrament com una nova forma organitzativa, utilitzant termes com ara " Keiretsu ", "Empresa ampliada", "Virtual Corporation", " Global Production Network " i "Next Generation Manufacturing System". En general, aquesta estructura es pot definir com "un grup d'organitzacions semi-independents, cadascuna amb les seves capacitats, que col·laboren en constel·lacions en constant canvi per atendre un o més mercats per tal d'assolir algun objectiu empresarial específic d'aquesta col·laboració".
La importància de la gestió de la cadena de subministrament va resultar crucial en la lluita 2019-2020 contra la pandèmia de coronavirus (COVID-19) que va arrasar el món. Durant el període de pandèmia, els governs dels països que tenien una gestió eficaç de la cadena de subministrament nacional tenien prou subministraments mèdics per satisfer les seves necessitats i suficients per donar els seus excedents als treballadors sanitaris de primera línia d'altres jurisdiccions. La devastadora crisi de la COVID-19 als EUA ha capgirat molts sectors de l'economia local, inclosa la famosa indústria logística del país. Algunes organitzacions van poder desenvolupar ràpidament cadenes de subministrament estrangeres per importar subministraments mèdics molt necessaris.
La gestió de la cadena de subministrament també és important per a l'aprenentatge organitzatiu. Les empreses amb cadenes de subministrament geogràficament més extenses que connecten diverses camarillas comercials tendeixen a ser més innovadores i productives.
El sistema de gestió de la seguretat per a les cadenes de subministrament es descriu a les normes ISO/IEC 28000 i ISO/IEC 28001 i les normes relacionades publicades conjuntament per l'ISO i l'IEC. La gestió de la cadena de subministrament es basa en gran manera en les àrees de gestió d'operacions, logística, adquisicions i tecnologia de la informació, i s'esforça per un enfocament integrat.

## Resiliència de la cadena de subministrament
Un element important de l'SCM és la resiliència de la cadena de subministrament, definida com "la capacitat d'una cadena de subministrament per persistir, adaptar-se o transformar-se davant el canvi". Durant molt de temps, la interpretació de la resiliència en el sentit de la resiliència de l'enginyeria (= robustesa) va prevaler en la gestió de la cadena de subministrament, donant lloc a la noció de persistència. Una implementació popular d'aquesta idea es dona mesurant el temps de supervivència i el temps de recuperació de la cadena de subministrament, permetent identificar els punts febles del sistema.
Més recentment, les interpretacions de la resiliència en el sentit de la resiliència ecològica i la resiliència social-ecològica han donat lloc a les nocions d' adaptació i transformació, respectivament. Per tant, una cadena de subministrament s'interpreta com un sistema socioecològic que, semblant a un ecosistema (per exemple, un bosc) és capaç d'adaptar-se constantment a les condicions ambientals externes i, gràcies a la presència d'actors socials i la seva capacitat de previsió, també de transformar-se. en un sistema fonamentalment nou. Això condueix a una interpretació panàrquica d'una cadena de subministrament, incorporant-la a un sistema de sistemes, que permet analitzar les interaccions de la cadena de subministrament amb sistemes que operen a altres nivells (per exemple, societat, economia política, planeta Terra).
Per exemple, aquests tres components de la resiliència es poden discutir per a l'obstrucció del canal de Suez del 2021, quan un vaixell va bloquejar el canal durant diversos dies. La persistència significa "rebotar"; en el nostre exemple es tracta de treure el vaixell el més aviat possible per permetre operacions "normals". Adaptar significa acceptar que el sistema ha arribat a un estat de "nou normalitat" i actuar en conseqüència; aquí, això es pot implementar reorientant els vaixells al voltant del cap africà o utilitzant modes de transport alternatius. Finalment, transformar significa qüestionar els supòsits de globalització, externalització i cadenes de subministrament lineals i imaginar alternatives; en aquest exemple, això podria conduir a cadenes de subministrament locals i circulars que ja no necessiten rutes globals de transport.

## Evolucions històriques
Es poden observar sis grans moviments en l'evolució dels estudis de gestió de la cadena de subministrament: creació, integració, globalització, fases d'especialització 1 i 2, i SCM 2.0.

### Era de la creació
El terme "gestió de la cadena de subministrament" va ser encunyat per primera vegada per Keith Oliver el 1982. Tanmateix, el concepte de cadena de subministrament en la gestió va tenir una gran importància molt abans, a principis del segle xx, sobretot amb la creació de la cadena de muntatge. Les característiques d'aquesta era de la gestió de la cadena de subministrament inclouen la necessitat de canvis a gran escala, la reenginyeria, la reducció de la mida impulsada per programes de reducció de costos i una atenció generalitzada a les pràctiques de gestió japoneses. No obstant això, el terme es va adoptar àmpliament després de la publicació del llibre seminal Introduction to Supply Chain Management l'any 1999 de Robert B. Handfield i Ernest L. Nichols, Jr., que va publicar més de 25.000 còpies i va ser traduït al japonès, coreà., xinès i rus.

### Era de la integració
Aquesta era d'estudis de gestió de la cadena de subministrament es va posar de relleu amb el desenvolupament dels sistemes d'intercanvi electrònic de dades (EDI) a la dècada de 1960 i es va desenvolupar durant la dècada de 1990 amb la introducció de sistemes de planificació de recursos empresarials (ERP). Aquesta era ha continuat desenvolupant-se fins al segle XXI amb l'expansió dels sistemes col·laboratius basats en Internet. Aquesta era d'evolució de la cadena de subministrament es caracteritza tant per augmentar el valor afegit com per reduir costos mitjançant la integració.
Una cadena de subministrament es pot classificar com a xarxa d'etapa 1, 2 o 3. A la cadena de subministrament de tipus fase 1, els sistemes com ara la producció, l'emmagatzematge, la distribució i el control de materials no estan vinculats i són independents els uns dels altres. En una cadena de subministrament de l'etapa 2, aquests s'integren sota un pla i la planificació de recursos empresarials (ERP) està habilitada. Una cadena de subministrament de l'etapa 3 és aquella que aconsegueix la integració vertical amb els proveïdors aigües amunt i amb els clients aigües avall. Un exemple d'aquest tipus de cadena de subministrament és Tesco .

### Era de la globalització
És el tercer moviment de desenvolupament de la gestió de la cadena de subministrament, l'era de la globalització, que es pot caracteritzar per l'atenció prestada als sistemes globals de relacions amb els proveïdors i l'expansió de les cadenes de subministrament més enllà de les fronteres nacionals i cap a altres continents. Tot i que l'ús de fonts globals a les cadenes de subministrament de les organitzacions es remunta a diverses dècades (per exemple, a la indústria petroliera), no va ser fins a finals dels anys vuitanta que un nombre considerable d'organitzacions van començar a integrar fonts globals al seu negoci principal. Aquesta era es caracteritza per la globalització de la gestió de la cadena de subministrament a les organitzacions amb l'objectiu d'augmentar el seu avantatge competitiu, afegir valor i reduir costos mitjançant l'aprovisionament global.

### Època d'especialització (fase I): fabricació i distribució externalitzades
A la dècada de 1990, les empreses van començar a centrar-se en les "competències bàsiques" i l'especialització. Van abandonar la integració vertical, van vendre operacions no bàsiques i van subcontractar aquestes funcions a altres empreses. Això va canviar els requisits de gestió, ja que la cadena de subministrament es va estendre més enllà dels murs de l'empresa i la gestió es va distribuir entre col·laboracions especialitzades de la cadena de subministrament.
Aquesta transició també va reenfocar les perspectives fonamentals de cada organització. Els fabricants d'equips originals (OEM) es van convertir en propietaris de marques que requerien visibilitat profunda a la seva base de subministrament. Havien de controlar tota la cadena de subministrament des de dalt, en lloc de des de dins. Els fabricants contractats havien de gestionar les nomenaments de materials amb diferents esquemes de numeració de peces de diversos OEM i donar suport a les sol·licituds dels clients per a la visibilitat del treball en procés i l'inventari gestionat pel proveïdor (VMI).
El model d'especialització crea xarxes de fabricació i distribució compostes per diverses cadenes de subministrament individuals específiques de productors, proveïdors i clients que treballen conjuntament per dissenyar, fabricar, distribuir, comercialitzar, vendre i donar servei a un producte. Aquest conjunt de socis pot canviar segons un mercat, una regió o un canal determinats, donant lloc a una proliferació d'entorns de socis comercials, cadascun amb les seves pròpies característiques i demandes úniques.

### Era de l'especialització (fase II): gestió de la cadena de subministrament com a servei
L'especialització dins de la cadena de subministrament va començar a la dècada de 1980 amb la creació de les intermediacions de transport, la gestió de magatzems (emmagatzematge i inventari) i transportistes no basats en actius, i ha madurat més enllà del transport i la logística en aspectes de planificació del subministrament, col·laboració, execució i la gestió del rendiment.
Les forces del mercat de vegades exigeixen canvis ràpids dels proveïdors, proveïdors de logística, ubicacions o clients en el seu paper de components de les xarxes de la cadena de subministrament. Aquesta variabilitat té efectes significatius en la infraestructura de la cadena de subministrament, des de les capes fonamentals d'establiment i gestió de la comunicació electrònica entre socis comercials fins a requisits més complexos com la configuració de processos i fluxos de treball que són essencials per a la gestió de la pròpia xarxa.
L'especialització de la cadena de subministrament permet a les empreses millorar les seves competències globals de la mateixa manera que ho ha fet la fabricació i distribució subcontractada; els permet centrar-se en les seves competències bàsiques i reunir xarxes de socis específics i millors per contribuir a la pròpia cadena de valor global, augmentant així el rendiment i l'eficiència generals. La capacitat d'obtenir i desplegar ràpidament aquesta experiència en cadena de subministrament específica del domini sense desenvolupar i mantenir una competència completament única i complexa a casa és una de les principals raons per les quals l'especialització de la cadena de subministrament està guanyant popularitat.
L'allotjament tecnològic subcontractat per a solucions de cadena de subministrament va debutar a finals de la dècada de 1990 i s'ha arrelat principalment a les categories de transport i col·laboració. Això ha avançat des del model de proveïdor de serveis d'aplicacions (ASP) des del 1998 fins al 2003 aproximadament fins al model sota demanda des del 2003 fins al 2006 aproximadament, fins al model de programari com a servei (SaaS) actualment en focus.

### Gestió de la cadena de subministrament 2.0 (SCM 2.0)
A partir de la globalització i l'especialització, el terme "SCM 2.0" s'ha encunyat per descriure tant els canvis dins de les pròpies cadenes de subministrament com l'evolució dels processos, mètodes i eines per gestionar-los en aquesta nova "era". La creixent popularitat de les plataformes col·laboratives es destaca per l'augment de la plataforma de col·laboració de la cadena de subministrament de TradeCard, que connecta diversos compradors i proveïdors amb institucions financeres, cosa que els permet realitzar transaccions automatitzades de finançament de la cadena de subministrament.
La Web 2.0 és una tendència en l'ús de la World Wide Web que pretén augmentar la creativitat, l'intercanvi d'informació i la col·laboració entre els usuaris. En el seu nucli, l'atribut comú del Web 2.0 és ajudar a navegar per la gran informació disponible al web per trobar el que s'està comprant. És la noció d'una via utilitzable. SCM 2.0 replica aquesta noció en les operacions de la cadena de subministrament. És el camí cap als resultats SCM, una combinació de processos, metodologies, eines i opcions de lliurament per guiar les empreses als seus resultats ràpidament a mesura que la complexitat i la velocitat de la cadena de subministrament augmenten a causa de la competència global; fluctuacions ràpides dels preus; canviant els preus del petroli; cicles de vida curts del producte; especialització ampliada; deslocalització propera, llunyana i deslocalitzada; i l'escassetat de talent. El proveïdor de gestió de la cadena de subministrament no només enumera els serveis als quals accedeixen els usuaris, sinó també altres serveis rellevants com el control del magatzem i la logística.

L'augment de la volatilitat ha caracteritzat les cadenes de subministrament des de l'any 2000. Douglass el 2010 es va referir a un estil de gestió SCM conegut com a "gestió extrema de la cadena de subministrament", que:
| « | reconeix la necessitat d'una gestió del risc col·lectiva, més que no seqüencial, i facilita la col·laboració a una nova escala que és necessària per a la supervivència. Reta les empreses a estar "perpètuament vigilants". | » |

## Integració de processos de negoci
Un SCM exitós requereix un canvi de la gestió de funcions individuals a la integració d'activitats en els processos clau de la cadena de subministrament. En un exemple d'escenari, un departament de compres fa comandes a mesura que es coneixen els seus requisits. El departament de màrqueting, responent a la demanda dels clients, es comunica amb diversos distribuïdors i minoristes mentre intenta determinar maneres de satisfer aquesta demanda. La informació compartida entre els socis de la cadena de subministrament només es pot aprofitar completament mitjançant la integració de processos empresarials, per exemple, mitjançant l'intercanvi electrònic de dades.
La integració de processos empresarials de la cadena de subministrament implica un treball col·laboratiu entre compradors i proveïdors, desenvolupament conjunt de productes, sistemes comuns i informació compartida. Segons Lambert i Cooper (2000), el funcionament d'una cadena de subministrament integrada requereix un flux d'informació continu. Tanmateix, en moltes empreses, la direcció ha conclòs que l'optimització dels fluxos de productes no es pot aconseguir sense implementar un enfocament de processos. Els processos clau de la cadena de subministrament indicats per Lambert (2004) són:
- Gestió de relacions amb clients
- Gestió d'atenció al client
- Estil de gestió de la demanda
- Compliment de la comanda
- Gestió del flux de fabricació
- Gestió de la relació proveïdors
- Desenvolupament i comercialització de productes
- Gestió de devolucions

S'ha escrit molt sobre la gestió de la demanda. Les millors empreses de la seva categoria tenen característiques similars, que inclouen les següents:
- Col·laboració interna i externa
- Iniciatives per reduir el temps d'execució
- Comentaris més estrictes de la demanda dels clients i del mercat
- Previsió a nivell de client

Es podria suggerir altres processos de negoci de subministrament crítics que combinen aquests processos indicats per Lambert, com ara:
Procés de gestió d'atenció al client
La gestió de les relacions amb els clients es refereix a la relació entre una organització i els seus clients. El servei al client és la font d'informació del client. També ofereix al client informació en temps real sobre la programació i la disponibilitat del producte mitjançant interfícies amb les operacions de producció i distribució de l'empresa. Les organitzacions d'èxit utilitzen els passos següents per establir relacions amb els clients:
- determinar objectius mútuament satisfactoris per a l'organització i els clients
- establir i mantenir una relació amb el client
- induir sentiments positius a l'organització i als clients

Gestió d'inventari
La gestió d'inventaris es preocupa per garantir l'estoc adequat als nivells adequats, al lloc adequat, al moment adequat i al cost adequat. La gestió d'inventaris implica planificació i previsió d'inventaris: la previsió ajuda a planificar l'inventari.
Procés d'aprovisionament
S'elaboren plans estratègics amb els proveïdors per donar suport al procés de gestió del flux de fabricació i al desenvolupament de nous productes. En les empreses les operacions de les quals s'estenen globalment, l'aprovisionament es pot gestionar a nivell global. El resultat desitjat és una relació on ambdues parts es beneficiïn i una reducció del temps necessari per al disseny i desenvolupament del producte. La funció de compra també pot desenvolupar sistemes de comunicació ràpida, com ara l'intercanvi electrònic de dades (EDI) i l'enllaç a Internet, per transmetre possibles requisits més ràpidament. Les activitats relacionades amb l'obtenció de productes i materials de proveïdors externs impliquen la planificació de recursos, l'aprovisionament, la negociació, la col·locació de comandes, el transport d'entrada, l'emmagatzematge, la manipulació i la garantia de la qualitat, moltes de les quals inclouen la responsabilitat de coordinar-se amb els proveïdors en qüestions de programació i continuïtat del subministrament. (inventari), cobertura i investigació de noves fonts o programes. La compra s'ha reconegut recentment com una font bàsica de valor, impulsada en gran manera per les tendències creixents d'externalitzar productes i serveis, i els canvis en l'ecosistema global que requereixen relacions més sòlides entre compradors i venedors.
Desenvolupament i comercialització de productes
Aquí, els clients i proveïdors s'han d'integrar en el procés de desenvolupament del producte per tal de reduir el temps de llançament al mercat. A mesura que els cicles de vida dels productes s'escurcen, els productes adequats s'han de desenvolupar i llançar amb èxit amb horaris cada cop més curts per tal que les empreses segueixin sent competitives. Segons Lambert i Cooper (2000), els responsables del procés de desenvolupament i comercialització de productes han de:
1. coordinar-se amb la gestió de relacions amb els clients per identificar les necessitats articulades pel client;
2. seleccionar materials i proveïdors juntament amb l'adquisició; i
3. desenvolupar tecnologia de producció en el flux de fabricació per fabricar i integrar-se en el millor flux de la cadena de subministrament per a la combinació determinada de producte i mercats.

S'ha demostrat que la integració dels proveïdors en el procés de desenvolupament de nous productes té un impacte important en el cost, la qualitat, el lliurament i la quota de mercat de l'objectiu del producte. Aprofitar els proveïdors com a font d'innovació requereix un procés extens caracteritzat pel desenvolupament de l'intercanvi de tecnologia, però també implica la gestió dels problemes de propietat intel·lectual.
Procés de gestió del flux de fabricació
El procés de fabricació produeix i subministra productes als canals de distribució en funció de les previsions anteriors. Els processos de fabricació han de ser flexibles per respondre als canvis del mercat i han d'adaptar-se a la personalització massiva. Les comandes són processos que funcionen a temps (JIT) en mides mínimes de lot. Els canvis en el procés de flux de fabricació condueixen a temps de cicle més curts, la qual cosa significa una millor capacitat de resposta i eficiència per satisfer la demanda dels clients. Aquest procés gestiona les activitats relacionades amb la planificació, programació i suport a les operacions de fabricació, com ara l'emmagatzematge de treball en procés, la manipulació, el transport i la classificació temporal dels components, l'inventari als llocs de fabricació i la màxima flexibilitat en la coordinació de muntatges geogràfics i finals. ajornament de les operacions de distribució física.
Distribució física
Es tracta del moviment d'un producte o servei acabat als clients. En la distribució física, el client és la destinació final d'un canal de màrqueting, i la disponibilitat del producte o servei és una part vital de l'esforç de màrqueting de cada participant del canal. També és a través del procés de distribució física que el temps i l'espai d'atenció al client esdevenen part integral del màrqueting. Així, enllaça un canal de màrqueting amb els seus clients (és a dir, enllaça fabricants, majoristes i minoristes).
Subcontractació / associacions
Això inclou no només l'externalització de l'adquisició de materials i components, sinó també l'externalització de serveis que tradicionalment s'han prestat internament. La lògica d'aquesta tendència és que l'empresa es centrarà cada cop més en aquelles activitats de la cadena de valor en què té un avantatge distintiu i externalitzarà tota la resta. Aquest moviment ha estat especialment evident en la logística, on la prestació de transport, emmagatzematge i control d'inventaris es subcontracta cada cop més a especialistes o socis logístics. A més, la gestió i el control d'aquesta xarxa de socis i proveïdors requereix una combinació d'implicació central i local: les decisions estratègiques es prenen de manera centralitzada, mentre que el seguiment i control del rendiment dels proveïdors i l'enllaç diari amb els socis logístics es gestionen millor a nivell local.
Mesura del rendiment
Els experts van trobar una relació sòlida des dels grans arcs d'integració de proveïdors i clients fins a quota de mercat i rendibilitat. Aprofitar les capacitats dels proveïdors i emfatitzar una perspectiva de la cadena de subministrament a llarg termini en les relacions amb els clients es pot correlacionar amb el rendiment de l'empresa. A mesura que la competència logística esdevé un factor crític per crear i mantenir un avantatge competitiu, mesurar el rendiment logístic és cada cop més important, perquè la diferència entre operacions rendibles i no rendibles es fa més estreta. AT Kearney Consultants (1985) va assenyalar que les empreses que es dedicaven a la mesura integral del rendiment van aconseguir millores en la productivitat global. Segons els experts , les mesures internes generalment són recopilades i analitzades per l'empresa, com ara el cost, el servei al client, la productivitat, la mesura dels actius i la qualitat. El rendiment extern es mesura mitjançant mesures de percepció del client i benchmarking de " millors pràctiques ".
Gestió d'emmagatzematge
Per reduir els costos i les despeses d'una empresa, la gestió de l'emmagatzematge s'ocupa de l'emmagatzematge, la reducció del cost de la mà d'obra, l'autoritat d'enviament amb el lliurament a temps, les instal·lacions de càrrega i descàrrega amb l'àrea adequada, el sistema de gestió d'inventaris, etc.
Gestió del flux de treball
La integració de proveïdors i clients estretament en un flux de treball (o procés de negoci) i així aconseguir una cadena de subministrament eficient i eficaç és un objectiu clau de la gestió del flux de treball.

## Teories
Actualment hi ha buits en la literatura sobre estudis de gestió de la cadena de subministrament. Alguns autors, com Halldorsson et al., Ketchen i Hult (2006), i Lavassani et al. (2009), han intentat proporcionar fonaments teòrics per a diferents àrees relacionades amb la cadena de subministrament mitjançant l'ús de teories organitzatives, que poden incloure les següents:
- Visualització basada en recursos (RBV)[71]
- Anàlisi de costos de transacció (TCA)
- Vista basada en el coneixement (KBV)
- Teoria de l'elecció estratègica (SCT)
- Teoria de l'agència (AT)
- Coordinació del canal
- Teoria institucional (InT)
- Teoria de sistemes (ST)
- Perspectiva de xarxa (NP)
- Gestió logística de materials (MLM)
- Just a temps (JIT)
- Planificació de requisits de materials (MRP)
- Teoria de les restriccions (TOC)
- Gestió de la qualitat total (TQM)
- Fabricació àgil
- Competició basada en el temps (TBC)
- Fabricació de resposta ràpida (QRM)
- Gestió de la relació amb el client (CRM)
- Gestió de la cadena de requisits (RCM)
- Teoria de les capacitats dinàmiques
- Teoria de la gestió dinàmica
- Disponible per prometre (ATP)
- Full de ruta de la cadena de subministrament[72]
- Posicionament òptim de la finestra de lliurament (OPDW)[73][74]

Tanmateix, la unitat d'anàlisi de la majoria d'aquestes teories no és la cadena de subministrament sinó un altre sistema, com l'empresa o la relació proveïdor-comprador. Entre les poques excepcions hi ha la visió relacional, que exposa una teoria per considerar les diades i les xarxes d'empreses com a unitat clau d'anàlisi per explicar el rendiment individual superior de l'empresa (Dyer i Singh, 1998).

## Organització i govern
La gestió de les cadenes de subministrament comporta una sèrie de reptes específics pel que fa a l'organització de les relacions entre els diferents socis de la cadena de valor. Els mecanismes de governança formals i informals són elements centrals en la gestió de la cadena de subministrament. Combinacions particulars de mecanismes de governança poden afectar la dinàmica relacional dins de la cadena de subministrament. La necessitat d'interdisciplinarietat en la recerca de l'SCM ha estat assenyalada per acadèmics de la matèria.

## Centroides de la cadena de subministrament
En l'estudi de la gestió de la cadena de subministrament, el concepte de centroides s'ha convertit en una consideració econòmica útil. En matemàtiques i física, un centroide és la posició mitjana aritmètica de tots els punts d'una figura plana. Per a la gestió de la cadena de subministrament, un centroide és una ubicació amb una proporció elevada de la població d'un país i una proporció elevada de la seva fabricació, generalment dins de 500 mi (805 km) . Als EUA, s'han definit dos centres principals de la cadena de subministrament, un a prop de Dayton, Ohio, i un segon a prop de Riverside, Califòrnia.
El centroide prop de Dayton és especialment important perquè és el més proper al nucli de població dels EUA i Canadà. Dayton es troba a 500 milles del 60% de la població dels EUA i de la capacitat de fabricació, així com del 60% de la població del Canadà. La regió inclou l'intercanviador entre la I-70 i la I-75, un dels més concorreguts del país, amb 154.000 vehicles que hi passen per dia, dels quals entre un 30 i un 35% són camions que transporten mercaderies. A més, el corredor I-75 acull la ruta ferroviària nord-sud més concorreguda a l'est del riu Mississipi.
Una cadena de subministrament és la xarxa de tots els individus, organitzacions, recursos, activitats i tecnologia implicats en la creació i venda d'un producte. Una cadena de subministrament engloba tot, des del lliurament de materials d'origen des del proveïdor fins al fabricant fins al seu lliurament final a l'usuari final. El segment de la cadena de subministrament implicat en fer arribar el producte acabat del fabricant al consumidor es coneix com a canal de distribució.

### Enfocaments d'abastament estratègic de Wal-Mart
El 2010, Wal-Mart va anunciar un gran canvi en la seva estratègia d'aprovisionament. Inicialment, Wal-Mart va confiar en intermediaris en el procés d'aprovisionament. Només va comprar el 20% de les seves accions directament, però la resta es va comprar a través dels intermediaris. Per tant, l'empresa es va adonar que la presència de molts intermediaris en l'aprovisionament del producte en realitat augmentava els costos de la cadena de subministrament. Per reduir aquests costos, Wal-Mart va decidir eliminar els intermediaris de la cadena de subministrament i va començar a comprar directament els seus productes dels proveïdors. Eduardo Castro-Wright, l'aleshores vicepresident de Wal-Mart, va establir un objectiu ambiciós de comprar el 80% de tots els productes de Wal-Mart directament als proveïdors. Walmart va començar a comprar fruites i verdures a escala mundial, on va interactuar directament amb els proveïdors d'aquests productes. Més tard, l'empresa va contractar directament els proveïdors d'altres productes, com ara roba i electrodomèstics, i va eliminar els agents importadors. El comprador, en aquest cas Wal-Mart, pot orientar fàcilment els proveïdors sobre com fabricar determinats productes perquè siguin acceptables per als consumidors. Així, Wal-Mart, a través de l'aprovisionament directe, aconsegueix obtenir la qualitat exacta del producte tal com espera, ja que implica els proveïdors en la producció d'aquests productes, d'aquí la coherència de la qualitat. L'ús d'agents en el procés d'aprovisionament en la majoria dels casos condueix a una incoherència en la qualitat dels productes, ja que l'agent procedeix dels productes de diferents fabricants que tenen qualitats diferents.
Wal-Mart va aconseguir obtenir directament el 80% de beneficis de les seves accions; això ha eliminat molt els intermediaris i ha reduït els costos entre un 5-15%, ja que es redueixen els marges que introdueixen aquests intermediaris a la cadena de subministrament. Això estalvia aproximadament entre 4 i 15 milions de dòlars. Aquesta estratègia d'aprovisionament directe no només va ajudar a Wal-Mart a reduir els costos de la cadena de subministrament, sinó que també va ajudar a millorar les activitats de la cadena de subministrament mitjançant l'augment de l'eficiència durant tot el procés. És a dir, l'aprovisionament directe va reduir el temps que triga l'empresa a obtenir i emmagatzemar els productes al seu estoc. La presència dels intermediaris va allargar el temps en el procés d'adquisició, fet que de vegades va comportar retards en el subministrament de les mercaderies a les botigues, i així els clients trobaven prestatges buits. Wal-Mart va adoptar aquesta estratègia d'aprovisionament mitjançant la centralització de tot el procés d'adquisició i aprovisionament mitjançant la creació de quatre punts de marxandatge globals per a béns generals i roba. L'empresa va encarregar a tots els proveïdors que aportessin els seus productes a aquests punts centrals que es troben en diferents mercats. L'equip de compres avalua la qualitat aportada pels proveïdors, compra els béns i els distribueix a diversos mercats regionals. L'adquisició i l'aprovisionament en llocs centralitzats van ajudar a l'empresa a consolidar els proveïdors.
La companyia ha establert quatre punts centralitzats, inclosa una oficina a Ciutat de Mèxic i Canadà. Només una mera prova pilot per combinar la compra de pomes fresques als Estats Units, Mèxic i Canadà va suposar un estalvi d'un 10%. Com a resultat, l'empresa pretenia augmentar la centralització de les seves compres a Amèrica del Nord per a totes les seves fruites i verdures fresques. Així, la centralització del procés d'adquisició als diferents punts on els proveïdors es reunirien amb l'equip de compres és l'última estratègia que està implementant l'empresa, i els senyals mostren que aquesta estratègia reduirà costos i també millorarà l'eficiència del procés de compra. .
Les associacions estratègiques de proveïdors són una altra estratègia que l'empresa està utilitzant en el procés d'aprovisionament. Wal-Mart es va adonar que per garantir la coherència en la qualitat dels productes que ofereix als consumidors i també mantenir un subministrament constant de béns a les seves botigues a un cost més baix, havia de crear associacions estratègiques de proveïdors amb els proveïdors. Wal-Mart va identificar i seleccionar els proveïdors que van satisfer la seva demanda i al mateix temps li van oferir els millors preus per a la mercaderia. Aleshores va establir una relació estratègica amb aquests venedors oferint i assegurant un volum de compres elevat i a llarg termini a canvi dels preus més baixos possibles. Així, l'empresa ha aconseguit obtenir els seus productes dels mateixos proveïdors que els grans, però a preus més baixos. Això permet a l'empresa oferir preus competitius per als seus productes a les seves botigues, mantenint així un avantatge competitiu sobre els seus competidors els productes dels quals són més cars en comparació.
Una altra estratègia d'aprovisionament que utilitza Wal-Mart és implementar relacions de comunicació eficients amb les xarxes de proveïdors; això és necessari per millorar el flux de material. L'empresa té tots els contactes amb els proveïdors als quals es comuniquen periòdicament i fixen les dates en què es necessitaria la mercaderia, de manera que els proveïdors es preparen per lliurar la mercaderia a temps. La comunicació eficient entre l'equip de compres de l'empresa i l'equip de gestió d'inventaris permet a l'empresa obtenir mercaderies i omplir els seus prestatges a temps, sense causar retards i prestatges buits. En altres paraules, l'empresa es va adonar que per garantir un flux constant de mercaderies a la botiga, els proveïdors s'han d'informar amb prou antelació, perquè puguin actuar en conseqüència per evitar retards en el lliurament de mercaderies. Així, la comunicació eficient és una altra eina que Wal-Mart utilitza per fer que la cadena de subministrament sigui més eficient i reduir costos.
El cross-docking és una altra estratègia que Wal-Mart està utilitzant per reduir costos a la seva cadena de subministrament. El cross-docking és el procés de transferència de mercaderies directament dels camions d'entrada als camions de sortida. Quan els camions dels proveïdors arriben als centres de distribució, la majoria dels camions no es descarreguen per guardar la mercaderia als centres de distribució o magatzems; es transfereixen directament a un altre camió designat per lliurar mercaderies a botigues minoristes específiques per a la venda. El cross-docking ajuda a estalviar els costos d'emmagatzematge. Inicialment, l'empresa estava incorrent en costos considerables per emmagatzemar les mercaderies dels proveïdors als seus magatzems i als centres de distribució per esperar els camions de distribució a les botigues minoristes de diverses regions.

## Gestió fiscal de la cadena de subministrament eficient
La gestió de la cadena de subministrament eficient fiscalment és un model de negoci que té en compte l'efecte de l'impost en el disseny i la implementació de la gestió de la cadena de subministrament. Com a conseqüència de la globalització, les empreses transnacionals paguen diferents tipus impositius en diferents països. A causa d'aquestes diferències, poden optimitzar legalment la seva cadena de subministrament i augmentar els beneficis en funció de l'eficiència fiscal.

## Sostenibilitat i responsabilitat social a les cadenes de subministrament
Les xarxes de la cadena de subministrament són integrants d'una economia, però la salut de les cadenes depèn del benestar del medi ambient i de la societat. La sostenibilitat de la cadena de subministrament és un problema empresarial que afecta la cadena de subministrament o la xarxa logística d'una organització, i sovint es quantifica en comparació amb les qualificacions SECH, que utilitzen un triple resultat que incorpora aspectes econòmics, socials i ambientals. Tot i que les qualificacions SECH es defineixen com a petjades socials, ètiques, culturals i de salut, el sobrenom ESG més utilitzat significa Medi Ambient, Social i Governança. Els consumidors han pres més consciència de l'impacte ambiental de les seves compres i de les valoracions de les empreses i, juntament amb les organitzacions no governamentals (ONG), estan marcant l'agenda i comencen a impulsar la transició cap a enfocaments més sostenibles, com ara els aliments ecològics, codis laborals anti-sweatshop i béns de producció local que donen suport a les empreses independents i petites. Com que les cadenes de subministrament poden representar més del 75% de la petjada de carboni d'una empresa, moltes organitzacions estan explorant maneres de reduir-ho i millorar així el seu perfil.